# IAR 13
Lo IAR 13 era un caccia monomotore ad ala bassa realizzato in un unico esemplare dall'azienda rumena Industria Aeronautică Română (IAR) negli anni trenta e rimasto allo stadio di prototipo.

## Storia del progetto
Nei primi anni trenta l'ingegnere Elie Carafoli decise di sfruttare l'esperienza acquisita dal precedente IAR 12 sviluppando ulteriormente il concetto in un nuovo modello che ne riprendeva l'impostazione classica, monomotore monoplano ad ala bassa con carrello fisso, ma affinandone la pulizia aerodinamica.
Il prototipo, realizzato nel 1933 ed al quale venne assegnata la designazione IAR 13, venne equipaggiato con un motore Hispano-Suiza 12Mc da 500 CV (368 kW), motore V12 che consentiva una minore superficie frontale, ed armato nuovamente con una coppia di mitragliatrici Vickers calibro 7,7 mm.
Venne portato in volo per la prima volta nel corso dello stesso anno ma, benché le sue prestazioni vennero ritenute incoraggianti, il progetto venne accantonato in favore della produzione su licenza del polacco PZL P.11.
Nonostante ciò, lo staff tecnico diretto da Carafoli era convinto delle qualità di un progetto che appariva finalmente maturo per la produzione in serie e ne programmò un'ulteriore sviluppo sfociato nel successivo IAR 14.

## Tecnica
Lo IAR 13 era un velivolo dall'aspetto moderno, realizzato in tecnica mista e che adottava alcune parti già utilizzate nella costruzione del precedente IAR 12.
La fusoliera, costituita da elementi strutturali in duralluminio integrati in legno di pino, era caratterizzata dall'unico abitacolo aperto destinato al pilota protetto da un minuscolo parabrezza. Posteriormente terminava in un impennaggio classico monoderiva che integrava i piani orizzontali controventati.
L'ala, a pianta rastremata e montata bassa sulla fusoliera, era realizzata in tre sezioni con struttura bilongherone irrigidita con elementi in pino ed integrava i due alettoni presenti su ogni semiala.
Il carrello d'atterraggio consisteva in una semplice configurazione biciclo anteriore, con le gambe di forza ammortizzate con elementi in gomma, che collegavano le due ruote carenate alla superficie inferiore delle semiali, ed integrato posteriormente con un pattino d'appoggio posizionato sotto la coda.
La propulsione era affidata ad un motore Hispano-Suiza 12Mc, un motore 12 cilindri a V raffreddato a liquido in grado di erogare una potenza pari a 500  CV (368 kW) posizionato all'apice anteriore della fusoliera, racchiuso in un cofano ed abbinato ad un'elica bipala.